# الفيستا الثقافية
الفيستا الثقافية هي منظمة غير ربحية، تقوم بتسهيل برامج التدريب الداخلي وبرامج التبادل المهني وخدماته للزوار الوافدين إلى الولايات المتحدة، والطلاب والأخصائيين الأمريكيين الباحثين عن فرص تعلم تجريبية بالخارج منذ 1950، ومقرها الرئيسي بمدينة نيويورك، وتنتشر مكاتبها الإقليمية في كولومبيا، ميريلاند وواشنطن، العاصمة.

## الغاية
إثراء العقول، وتطوير المهارات العالمية، وبناء المهن، وربط الأفراد عن طريق التبادل الدولي.

## البرامج
ترعى الفيستا الثقافية مجموعة متنوعة من برامج التبادل الداخلة إلى الولايات المتحدة والخارجة منها، وفرص التعلم التجريبي، والزمالات المهنية وتقوم بإدارتها. تم تخصيص هذه المنظمة من قِبل وزارة الخارجية الأمريكية كراعي تبادل الزوار لخمس فئات من تأشيرة J-1 visa. كما ترعى أيضا برامج تعيين التدريب الداخلي وفرص العمل بالخارج في أوروبا وأمريكا الجنوبية.
- برنامج ألفا (Alfa) للزمالة
- برنامج التبادل الشباني التابع للبوندستاغ الألماني والكونغرس الأمريكي
- برنامج قيادة الزوار الدولي
- |برنامج الزمالة التابع لمؤسسة روبرت بوش
- (IAESTE) الولايات المتحدة
- برنامج قيادة الشباب الأمريكي باليابان
- برامج التدريب الداخلي بالخارج
- برنامج كوريا ويست (Korea WEST)
- برنامج بناء المهن العالمي (GCL)

## التاريخ التنظيمي
نشأت منظمة الفيستا الثقافية نتيجة اندماج كل من مؤسسة التدريب العملي الدولي (AIPT) ومنظمة CDS الدولية في يناير 2011.
مؤسسة AIPT

في عام 1948، قام رئيس معهد ماساتشوستس للتقنية (Massachusetts Institute of Technology MIT)، د. كارل كومبتون (Dr. Karl Compton)، مجلس أمناء MIT، وإيرل إيمز ( Earl Eames)،من كبار خريجي قسم الهندسة الكيميائية وأحد نشطاء مجلس الطلاب، بالبحث عن طرق يمكن بها للمعهد الانضمام لمبادرة التعاون الدولي لإعادة بناء أوروبا التي مزقتها الحرب. وأثمرت مجهوداتهم بتشكيل الفصل الخاص بالولايات المتحدة لـ الجمعية الدولية لتبادل الطلاب للعمل الفني (IAESTE-US)المنشأة حديثًا. بعد ذلك بعامين في 1950، تمت أول برامج التبادلعندما أرسلوا 37 طالبًا أمريكيًا لتطبيق المهارات الهندسية الخاصة بهم على الوظائف بالخارج، بينما رحب الموظفون الأمريكيون بـ 30 متدربًا أجنبيًا لإكمال مهام التدريب قصيرة المدى في الولايات المتحدة. وسرعان ما وجد الطلاب والموظفون المشاركون أن هذه الجهود ذات قيمة بالغة من عدة أبعاد: كأداة متميزة للدبلوماسية العامة، وكوسيلة جديدة للشركات المتطلعة لتحديد المواهب وتشكيل قوة عمل دولية. و بحلول عام 1980، اتسعت المنظمة لتضم ما هو أكثر من المجالات التقنية وأنشأت برامج مهنية، وأصبحت مؤسسة AIPT.
منظمة CDS International

في العشرينيات، بدأ كارل دويسبرغ (Carl Duisberg)، المدير التنفيذي لشركة باير (Bayer AG) في ألمانيا، أول برامج الدراسة والعمل عبر الأطلنطي بين الولايات المتحدة وألمانيا بمساعدة مكتب اتحاد الطلاب الألمان بمدينة نيويورك. وكما كان مأمولاً، ترقّى خريجو البرنامج لمناصب مرموقة بعد الحرب العالمية الثانية في شركات كبيرة مثل شركة الكهرباء العامة (AEG)، وشركة باير، وشركة بوش، ، وشركة دايملر بنز، وشركة سيمنز، من خلال تقديم أساليب الإنتاج الضخم وممارسات الأعمال إلى ألمانيا والتي تم تعلمها في الولايات المتحدة. وقام خريجو برامج التبادل الأولية هذه بتأسيس جمعية كارل دويسبرغ (CDG) في عام 1949 لمساعدة المهندسين، ورجال الأعمال، والمزارعين في اكتساب خبرة العمل الدولية الضرورية لإعادة بناء ألمانيا وأوروبا بعد الحرب. وفي عام 1968، تم تأسيس جمعية كارل دويسبرغ في مدينة نيويورك كمنظمة غير ربحية تهدف إلى إحياء تبادلات دويسبرغ الأصلية وتسهيل فرص التدريب على المهن الدولية للأمريكان والألمان. وقد تم تغيير اسم الجمعية رسميًا إلى منظمة CDS الدولية في 1987 ليعكس الطبيعة الدولية لبرامج المنظمة وأنها لا تخص الألمان فقط بل تمتد لتشمل شركاءها من الدول الأوروبية الأخرى، وآسيا وأمريكا اللاتينية.

## وصلات خارجية
- CulturalVistas.org
- About Cultural Vistas
- Washington Post: Trip to Japan inspires teens to make ‘green’ changes at home

‌